# Ranai
ranai（ラナイ）は、元Something ELseのメンバー、今井千尋と伊藤大介が結成したプロデュース・バンドユニット。

## 来歴
- バンド解散後、今井はシンガーソングライターとして、伊藤は音楽プロデューサーとして別々に活動していた。伊藤の元にSomething ELseが音楽を志すきっかけとなった若手ギタリストの「伍々慧（ごごさとし）」の音楽制作依頼があり今井千尋も参加する事になり2007年7月25日に、伍々が作ったメロディーに今井が詞を乗せ、ranai×伍々慧としてシングル「夕暮れ日和」をリリース。2008年には映画『ネガティブハッピー・チェーンソーエッヂ』挿入歌「根性なし」をプロデュースした。

## 活動
- 2007年2月11日、今井が出演したイベント内で、伊藤とのプロデュース・ユニット「ranai」の結成を発表、2月15日に公式サイトがオープン。
- 2007年3月、石嶺聡子をゲストに招きファーストライブ「ranai First Lounge」を三軒茶屋グレープフルーツムーンで開催、この日を結成日とする。
- ディナーパーティー、レコ発ワンマンライブも開催したが、以後単独イベントはあまり行わず、対バンイベントの出演が多い。また、プロデュースユニットということもあり、若手ミュージシャンのプロデュース、映画挿入歌の制作等が主な活動となっている。
- 文化放送とはSomething ELseとして1999年10月～2001年9月までの2年間、「LIPS PARTY 21.jp」を担当したことがあり、ranaiとなった現在も「ダイジナコト」キャンペーンジングルの作成や、「サテライトプラスLIVE！」に月一でレギュラー出演。

## 作品

### ranai×伍々慧として

#### シングル
1. 夕暮れ日和（2007年7月25日）
  1. 夕暮れ日和
  2. 夏だから、ね
    - 第37回CBC NAGOYA夏祭りテーマソング

  3. ダイジナコト
    - 2007 文化放送「ダイジナコト」キャンペーン公式ソング

  4. 夕暮れ日和～Guitar Instrumental～
  5. 夕暮れ日和～Original Karaoke～

### ranaiとして

#### コンピレーションアルバム
1. GUITAR PARADISE（2007年9月19日）
  1. Another Utopia
    - 6曲目に収録。